# Universal Kids
Universal Kids (anteriormente conocido como PBS Kids Sprout y Sprout) fue un canal por suscripción estadounidense propiedad de la división NBCUniversal Television  de Comcast de NBCUniversal través de NBCUniversal Cable Entertainment.
El canal se lanzó por primera vez el 26 de septiembre de 2005, originalmente una empresa conjunta entre PBS, Comcast, Sesame Workshop y HIT Entertainment, dedicada a la programación de televisión infantil dirigida a una audiencia preescolar. Tras la compra de NBCUniversal por parte de Comcast, la empresa compró gradualmente las acciones de los propietarios restantes en el canal, alcanzando la propiedad total en 2013. Las operaciones de la red se trasladaron posteriormente de Filadelfia a la ciudad de Nueva York, y el nombre "PBS Kids" se eliminó de su marca.
El 9 de septiembre de 2017, la red cambió su nombre a Universal Kids (derivado del estudio de cine hermano Universal Pictures) y comenzó a dedicar su programación nocturna y de horario estelar a la programación dirigida a una audiencia juvenil, incluido el contenido de DreamWorks Animation, programación sin guion (incluidos programas de concursos, y spin-offs juveniles de series de telerrealidad de sus cadenas hermanas, como American Ninja Warrior y Top Chef), y series importadas de otros países. Universal Kids continúa transmitiendo programación orientada al preescolar a lo largo de su horario diurno.
Como Sprout, estaba disponible para aproximadamente 56 millones de hogares estadounidenses con televisión paga (48,2% de los hogares con televisión) en los Estados Unidos en enero de 2016.

## Antecedentes
Universal Kids tiene sus orígenes en la red PBS Kids (conocida como PBS Kids Channel en los materiales de prensa), que se lanzó el 6 de septiembre de 1999 coincidiendo con el cambio de marca de PTV, el bloque de programación infantil de PBS, a PBS Kids ese día. El feed de PBS Kids estaba disponible en proveedores de suscripción de alto nivel y también se ofreció a las estaciones miembros de PBS para su uso en un servicio de "transmisión por cable" (un canal local basado en suscripción proporcionado por la estación miembro) o para su uso en el canal miembro gratuito. canal analógico al aire para proporcionar una parte de la programación diurna de PBS Kids en la estación. Se requirió que las estaciones participantes pagaran una tarifa anual de $ 1,000 para usar el alimento. En el lanzamiento, 32 estaciones miembro de PBS se habían inscrito para utilizar el servicio y su red hermana Noggin; En ese momento, Noggin era copropiedad de Children's Television Workshop (la productora detrás de Sesame Street) y Nickelodeon. Debido a que los derechos de televisión paga de los programas del Taller de Televisión Infantil eran propiedad de Noggin, el canal no transmitió ninguna programación de CTW, incluido el clásico de PBS Sesame Street, con la excepción de Dragon Tales (que se estrenó durante el Era PTV).
El canal no tuvo éxito y solo había llegado a 9 millones de hogares en 2002, en comparación con los 23,3 millones de hogares de Noggin en ese momento. Una vez que el canal cerró el 26 de septiembre de 2005 (junto con PBS YOU), muchas estaciones miembros que habían estado usando el canal PBS Kids en sus canales de transmisión por cable o subcanales digitales gratuitos continuaron operando los canales de sus hijos como locales. servicios programados independientemente de una transmisión por satélite, mientras que otras estaciones miembros cerraron sus canales para niños por completo y redirigieron a los espectadores de esos canales al recién lanzado PBS Kids Sprout. Más tarde, PBS revivió el canal PBS Kids el 16 de enero de 2017, esta vez estructurado como un servicio multiplataforma con una opción de transmisión en línea, además de utilizar en gran medida los mismos métodos de distribución que se habían utilizado para el canal original.

## Historia

### Como PBS Kids Sprout/Sprout (2005-2017)
El 20 de octubre de 2004, PBS anunció que había establecido una sociedad conjunta con el proveedor de cable Comcast y las compañías de producción HIT Entertainment y Sesame Workshop (anteriormente conocido como Children's Television Workshop) para lanzar un canal por suscripción que entonces no tenía nombre y que estaba dirigido a niños en edad preescolar.
El 4 de abril de 2005, Comcast anunció que la red se conocería como PBS Kids Sprout , lanzándose inicialmente como un servicio de video bajo demanda (VOD) de marca antes de lanzar su canal de televisión de pago lineal. La red estaría respaldada por publicidad, pero los anuncios solo se emitirían entre programas en pequeñas cantidades y estarían dirigidos a los padres y cuidadores.
La red lineal se lanzó oficialmente el 26 de septiembre de 2005, con un alcance de alrededor de 16 millones de espectadores en los proveedores de cable de Comcast e Insight. El enfoque multiplataforma fue diseñado para atraer a diferentes hábitos de visualización, con el canal lineal enfocado en la variedad y los servicios bajo demanda enfocados en el acceso instantáneo a programas específicos. El servicio lineal se diseñó en torno a bloques de programación divididos en el día, con actividades y otros segmentos de características presentados por los anfitriones en el aire. Algunos de estos segmentos fueron diseñados para promover contenido complementario (incluidas actividades y funciones interactivas) en el sitio web de Sprout.
Sprout optó por no seguir la convención de agrupar series de formato corto en episodios de media hora con segmentos intersticiales para la transmisión en EE. UU., Y eligió transmitir dichos programas individualmente en su formato original. Andrew Beecham, ex director de estrategia de programación mundial de la marca Playhouse Disney, afirmó que con esta práctica, "puedes probar una gran variedad de material. Obtendrás todos estos programas más pequeños que se traducen en algo más grande".

#### Efectos de la fusión Comcast / NBCUniversal (era NBC)
Comcast adquirió una participación mayoritaria del 51% de NBCUniversal de General Electric (GE) en enero de 2011, y asumirá la propiedad total de la empresa en 2013. Como resultado, la participación de Comcast en Sprout se traspasó a la empresa. Cuando Apax Partners vendió HIT Entertainment a Mattel el 24 de octubre de 2011, la participación de HIT en Sprout nunca se incluyó en el acuerdo y fue retenida por Apax Partners. En diciembre de 2012, Sesame Workshop vendió su participación en Sprout a NBCUniversal, que a su vez adquirió las acciones de Apax y PBS en la red el 19 de marzo de 2013 y el 13 de noviembre de 2013, respectivamente, lo que le dio a Comcast la propiedad total. Luego, sus operaciones se fusionaron en su subsidiaria NBCUniversal Cable Entertainment Group. Como resultado de que Comcast obtuvo la propiedad total de la marca, la marca "PBS Kids" se eliminó del nombre de la red (dejando la red simplemente como Sprout), y las operaciones se trasladaron de Filadelfia a la ciudad de Nueva York.
El 7 de julio de 2012, Sprout comenzó a producir un bloque de sábado por la mañana para NBC dirigido a niños en edad preescolar, NBC Kids, junto con MiTelemundo, una versión doblada al español del bloque que se transmite en la cadena hermana Telemundo que se transmite los fines de semana por la mañana, que reemplazó a Qubo (una empresa conjunta anterior entre NBCUniversal, Ion Media, Corus Entertainment, Scholastic y Classic Media, que luego fue adquirida por DreamWorks Animation y ahora, a su vez, es propiedad de NBCUniversal), que había estado al aire en NBC y Telemundo desde septiembre de 2006.
Bajo la propiedad de NBCUniversal, el canal comenzó a alejarse de su enfoque original en el contenido de la biblioteca e invirtió más en la programación original para desplazar el contenido con licencia más antiguo para competir mejor con las redes de televisión de pago orientadas a la educación preescolar, Disney Junior y Nick Jr., que a su vez también fue realizado parcialmente por Sesame Workshop. Bajo NBCUniversal, los programas que se ven en la red como The Chica Show obtuvieron una mayor visibilidad al aire en NBC como parte del bloque NBC Kids.
A mediados de 2016, se anunció que Sandy Wax dejaría NBCUniversal a finales de 2016. Deirdre Brennan, antes de Corus Entertainment, fue nombrada nueva presidenta de Sprout en enero de 2017.

### Como Universal Kids (2017-2025)

Antiguo logotipo de Universal Kids utilizado desde el 9 de septiembre de 2017 hasta el 11 de abril de 2019.

El 1 de mayo de 2017, NBCUniversal anunció que Sprout cambiaría su nombre a Universal Kids el 9 de septiembre de 2017. Con el cambio de marca, la cadena renovó su programación nocturna y en horario estelar para apuntar a preadolescentes de 8 a 12 años. Universal Kids continúa transmitiendo programación preescolar, inicialmente conservando la marca Sprout, ocupando 15 horas diarias de programación de 3:00 a. m. a 6:00 p. m. hora del Pacífico.
La presidenta de la cadena, Deirdre Brennan, afirmó que la nueva programación de Universal Kids sería reconocida entre sus competidores, y afirmó que "estamos ofreciendo algo para niños de 2 a 12 años que tiene un propósito ligeramente diferente: abrir los ojos, abrir la mente y celebrar muchos aspectos. de ser un niño. Tenemos grandes [programas] para los niños en edad preescolar, lo cual es importante, pero necesitábamos crecer con el resto de la familia". Universal Kids se centrará inicialmente en programas adquiridos y series sin guion (como Top Chef Junior, un derivado de la franquicia de realidad Bravo Top Chef), con planes para la programación original con guion en el futuro. NBCUniversal tenía la intención de hacer "significativo". La alineación de lanzamiento incluyó un gran número de adquisiciones internacionales, particularmente del Reino Unido, Australia y Canadá; Brennan reconoció que, dado que el público juvenil se había vuelto "consciente de todo el mundo", la cadena quería mostrar series extranjeras que aún no se habían emitido en los Estados Unidos.
La adquisición de DreamWorks Animation por parte de Universal Pictures en 2016 también sería aprovechada por Universal Kids para reforzar su programación. Los observadores de la industria sintieron que la compra de DWA y el lanzamiento de Universal Kids estaban destinados a ayudar a NBCUniversal a establecer una presencia multiplataforma viable en los medios para niños como competidor en el espacio. Universal Kids también se ha alineado con DHX Media con sede en Canadá y sus canales de televisión Family, Family Chrgd y Family Jr., adquiriendo y coproduciendo varias series juntas. DHX había firmado previamente una sociedad con DreamWorks.
El canal ha experimentado una disminución significativa en la audiencia desde el relanzamiento, con Michael Schneider (entonces de IndieWire) reportando una disminución del 30% en 2017, seguida de una caída del 73% en 2018. Brennan fue reemplazada por Frances Berwick como presidente de la red en febrero de 2019.
El 12 de abril de 2019, Universal Kids presentó un nuevo logotipo y marca diseñados por la agencia de diseño Kill 2 Birds.
El 19 de junio de 2019, se informó que en un intento por garantizar la viabilidad a largo plazo, Universal Kids había dejado de desarrollar nuevas series originales, dejando que se centrara en el contenido adquirido y las producciones de DWA. Los próximos programas originales de la cadena, como la nueva serie Powerbirds, Where's Waldo? y Norman Picklestripes se emitirían según lo programado, junto con otros originales próximos como Bajillionaires , co-comisionados por DHX, Create the Escape y Top Chef Junior: Remix.
En 2025 se anunció el cierre de Universal Kids, el 6 de marzo, debido a la poca audiencia. A pesar del cierre del canal, NBCUniversal afirma que mantiene su compromiso con el entretenimiento familiar a través de las productoras de cine Illumination y DreamWorks Animation, así como su programación infantil en la plataforma de streaming Peacock.

## Programación
Programas originales producidos para la red incluyen la serie derivada del Top Chef orientada a un público juvenil Top Junior Chef, una edición estadounidense del juego japonés muestran The Noise, un renacimiento de Beat the Clock Get Out of My Room, y American Ninja Warrior Junior. Además, tras la adquisición de DreamWorks Animation por NBCUniversal, el canal transmite varios programas que originalmente eran exclusivos de Netflix: All Hail King Julien, DreamWorks Dragons, The Mr. Peabody & Sherman Show, Noddy, Toyland Detective, The Adventures of Puss in Boots, Dinotrux, Home: Adventures with Tip & Oh y Trolls: The Beat Goes On!. El resto de la programación de la cadena proviene del mercado infantil internacional.
En el verano de 2020, la cadena comenzó a programar bloques maratones de 'mejor volumen' de un programa con segmentos individuales durante varias horas en lugar de un bloque tradicional de episodios consecutivos, emulando el modelo de los canales oficiales de YouTube para series infantiles convencionales. que cuentan con una transmisión en vivo continua de la serie o un video subido de varias horas de duración que contiene varios episodios.

### Universal Kids Preescolar
Preescolar Universal niños sirve como bloqueo del canal actual durante el día, que se extiende 06 a. m.-6:00 p. m. Hora del Este/3: 00 a. m. a 3:00 p. m., hora del Pacífico (6:00 a. m. a 5:00 p. m. hora del este/3:00 a. m. a 2:00 p. m. hora del Pacífico). Hasta el 26 de enero de 2018, el bloque utilizaba el nombre anterior de la red, Sprout. Deirdre Brennan enfatizó que Universal Kids continuaría enfocándose en su programación preescolar, afirmando que "lo mejor es que no hay nada que arreglar allí. Sprout es una marca hermosa. En todo caso, queremos invertir más en la producción original. Hay más podemos explorar allí".
Antes del cambio de marca de Universal Kids, la red reemplazó su bloque matutino de larga duración Sunny Side Up con Sprout House (rebautizado como Snug's House en 2018), que debutó el 14 de agosto de 2017 y es presentado por Carly Ciarrocchi y el nuevo personaje Snug, un perro parlante interpretado por el titiritero Chris Palmieri, a través de segmentos de 90 segundos a lo largo del bloque. El programa fue diseñado para ser más flexible de producir que su predecesor, con una "casa pequeña" diferente con áreas adicionales y opciones de cámara. A diferencia de Sunny Side Up, los segmentos están pregrabados en lugar de transmitirse en vivo; El productor supervisor Vinny Steves consideró que el formato en vivo era demasiado "limitante" y afirmó que el nuevo formato también fue diseñado para permitir que los segmentos se distribuyan en plataformas digitales como las redes sociales. Con el lanzamiento de Sprout House, la cadena comenzó a restar importancia a su mascota de toda la vida, Chica, aunque seguirá apareciendo en ciertos segmentos (como Chica at School).
Desde 2017, la cadena ha estado recuperando programas más antiguos que se emitieron en su canal cuando originalmente se conocía como Sprout. The Wiggles el 5 de junio de 2017, The Chica Show el 20 de mayo de 2019 y Justin Time el 19 de noviembre de 2021.

## Universal Kids HD
Universal Kids HD es una transmisión simultánea de alta definición de Universal Kids lanzada en septiembre de 2010 en el formato de resolución 1080i predeterminado de Comcast. Actualmente, toda la lista de programación original de la cadena posterior a 2010 se transmite en alta definición, junto con la mayoría de las películas que se transmiten. Disponible en la gran mayoría de proveedores de televisión de pago, se reduce a nivel de cabecera del proveedor para proporcionar una definición estándar equivalente para esos sistemas.